# Albert Arnulf
Pour les articles homonymes, voir Arnulf.
Albert Arnulf est un physicien français né le 17 septembre 1898 à Évian-les-Bains, commune où il est mort le 3 août 1984.

## Biographie
Ingénieur diplômé de l'École supérieure d'optique (SupOptique) et licencié ès sciences en 1922, il devient ensuite préparateur à l'École supérieure d'optique puis en 1925 assistant à la faculté des sciences de l'université de Paris chargé des fonctions de chef des travaux pratiques à l'École supérieure d'optique. Il fonde en 1924 l'Association des anciens élèves de l'Ecole Supérieure d'Optique qu'il préside. Il soutient en 1930 une thèse pour le doctorat ès sciences préparé dans les laboratoires de l'Institut d'optique théorique et appliquée portant sur "la mesure des rayons de courbures des surfaces sphériques employées en optique". Il devient dans les années 1940 maître de conférences, professeur sans chaire puis professeur titulaire d'optique appliquée à la Faculté des sciences de Paris, puis Orsay (1966), délégué à l'École supérieure d'optique. Ses enseignements à l'École supérieure d'optique ont porté principalement sur les travaux pratiques et les techniques de laboratoire, puis sur la métrologie optique et enfin sur l'optique instrumentale où il prit la suite de Georges-Albert Boutry. Dans le cadre du 3e cycle universitaire, il a dispensé des cours portant sur l'optique instrumentale dans l'infrarouge et sur le système optique de l'œil.
Il dirige les laboratoires de recherche de l'Institut d'optique théorique et appliquée de 1946 à 1968. Ses recherches ont concerné la métrologie interférométrique, l’homogénéité des matières optiques et l'étude des limites de résolution des instruments visuels. Il fut trésorier de la Commission internationale d'optique de sa création, en 1947, à 1956.
Il est le rédacteur de l'article concernant l'optique instrumentale dans l'Encyclopædia Universalis.
Professeur honoraire aux universités Paris VI et Paris XI à sa retraite, il continua également son activité en tant qu'ingénieur conseil à l'ONERA.

## Prix et décorations
- 1936 : Prix Hirn de l'Académie des sciences
- 1939 : Prix Jules-Janssen de la Société astronomique de France
- 1942 : Prix Henri de Parville de l'Académie des sciences
- 1944 : Prix Félix-Robin de la Société française de physique
- 1947 : Prix Salverte de la Société d’encouragement pour l’industrie nationale[2]
- 1951 : Prix Galitzine de la Société d'encouragement pour l'industrie nationale
- 1951 : Prix Menier de la Société des ingénieurs civils
- 1958 : Prix Lacaze de l'Académie des sciences
- 1972 : Prix Alfred Monnier de l'Association française de l'éclairage

Palmes académiques
Le prix Arnulf-Françon de la Société française d'optique, récompensant un ouvrage destiné à l'enseignement de l'optique dans l'enseignement supérieur, a été créé à sa mémoire et à la mémoire de Maurice Françon.